# 引接寺 (下関市)
引接寺（いんじょうじ）は、山口県下関市中之町にある浄土宗の寺院。山号は関亀山。

## 概要
1560年に忠誉一徳が門司にあった寺を移設する形で建立。1598年には小早川隆景の遺言で隆景の菩提寺として再興した。江戸時代には朝鮮通信使の宿泊所となった。1769年に長府藩第9代藩主毛利匡満によって再建された三門は下関市指定文化財となっている。
下関条約の清側全権として来日した李鴻章が日本滞在中に宿泊した寺であるため、当寺と講和会議が行われた春帆楼を結ぶ道には現在「李鴻章道」という名がついている。